# Nadleśnictwo Płock
Nadleśnictwo Płock – jednostka organizacyjna Lasów Państwowych podległa Regionalnej Dyrekcji Lasów Państwowych w Łodzi. Siedziba nadleśnictwa znajduje się w Płocku, w województwie mazowieckim.
Nadleśnictwo obejmuje większość terytorium Płocka i powiatu płockiego, całość powiatu sierpeckiego oraz część powiatu płońskiego. Obejmuje tereny o najniższej lesistości w Polsce.

## Historia
Przed II wojną światową do skarbu państwa należały jedynie niewielkie fragmenty lasów współczesnego nadleśnictwa Płock – 2500 ha w obecnym obrębie Płock i 1500 ha w dzisiejszym obrębie Sierpc. Dokumentacja o działaniach w nich prowadzonych zaginęła podczas wojny.
1 marca 1945 powstały nadleśnictwa Płock i Sierpc. Oprócz przedwojennych lasów państwowych, objęły one znacjonalizowane przez komunistów lasy prywatne.
1 stycznia 1979 nadleśnictwa Płock i Sierpc zostały połączone w jedno nadleśnictwo Płock. Jednocześnie dokonano wówczas korekty granic z sąsiednimi nadleśnictwami, w celu ich dostosowywania do nowych granic administracyjnych kraju.

## Ochrona przyrody
Na terenie nadleśnictwa znajdują się trzy rezerwaty przyrody:
- Brudzeńskie Jary
- Brwilno
- Sikórz.

## Drzewostany
Typy siedliskowe lasów nadleśnictwa (z ich udziałem powierzchniowym):
- bór mieszany świeży 3454 ha
- las mieszany świeży 3272 ha
- bór świeży 2766 ha
- las świeży 1521 ha
- las wilgotny 800 ha
- las mieszany wilgotny 752 ha
- bór mieszany wilgotny 567 ha
- ols jesionowy 231 ha
- ols 168 ha
- las łęgowy 116 ha
- bór suchy 71 ha
- bór wilgotny 12 ha
- bór mieszany bagienny 1 ha

Gatunki lasotwórcze lasów nadleśnictwa (z ich procentowym udziałem powierzchniowym):
- sosna 74%
- olcha 10%
- dąb 8%
- pozostałe (głównie brzoza) 8%